# 32. jaktflygdivisionen
32. jaktflygdivisionen även känd som Cesar Blå var en jaktflygdivision inom svenska flygvapnet som verkade i olika former åren 1936–1973. Divisionen var baserad på Malmens flygplats väster om Linköping.

## Historik
Cesar Blå var 2. divisionen vid Östgöta flygflottilj (F 3), eller 32. jaktflygdivisionen inom Flygvapnet. Divisionen bildades 1936 som en spaningsflygdivision och hade flygfotografering samt artillerieldledning som främsta uppgift. År 1948 omskolades och ombeväpnades divisionen till en jaktflygdivision. År 1965 omskolades och ombeväpnades divisionen till J 35D Draken, totalt kom 50 individer av J 35D att placeras vid F 3. Mellan februari 1970 och mars 1971 tillfördes de båda jaktflygdivisionerna 19 individer av den nyare versionen J 35F-1. De överblivna J 35D kom istället att fördelas på jaktflygdivisionerna vid F 4, F 10 och F 21.
Den av riksdagen beslutade avvecklingen av F 3 som flottilj kom inte att omfatta de två kvarvarande jaktflygdivisionerna vid flottiljen. Visserligen skulle flygverksamheten vid jaktflygdivisionerna upphört den 31 mars 1973, men då riksdagen samtidigt beslutade att Blekinge flygflottilj (F 17) skulle omskolas och ombeväpnas från attack till en jakt, kom jaktflygplanen vid 32. jaktflygdivisionen och 31. jaktflygdivisionen ombaseras till F 17. Den 2 april 1973 överfördes de åtta första J 35F-1 till F 17. Där de kom att utgöra grunden av omskolningen och ombeväpningen. Först ut vid F 17 att ombeväpnas var 171. jaktflygdivisionen (Quintus Röd).

## Materiel vid förbandet
| Spaningsflygplan - 1936–1943: S 6 - 1940–1940: J 13 - 1940–1949: S 14 - 1940–1941: B 3 - 1940–1943: S 16 - 1942–1948: S 17B - 1945–1947: S 22 - 1947–1948: J 9 - 1947–1948: S 18A | Jaktflygplan - 1948–1952: J 22 - 1951–1956: J 28B Vampire - 1953–1966: J 29B/F Tunnan - 1965–1973: J 35D/F Draken |

## Förbandschefer
Divisionschefer vid 32. jaktflygdivisionen (Cesar Blå) åren 1936–1973.
- 1936–1973: ???

## Anropssignal, beteckning och förläggningsort
| Cesar Blå | 1936-??-?? | – | 1973-03-31 |

| 32. spaningsflygdivisionen | 1936-??-?? | – | 1947-??-?? |
| 32. jaktflygdivisionen     | 1948-??-?? | – | 1973-03-31 |

| Malmens flygplats (F) | 1936-??-?? | – | 1973-03-31 |